# عميش
عميش هي منطقة تاريخية بالجهة الجنوبية من ولاية الوادي الجزائرية

## موقع عميش
تتكون عميش من مجموع الأحياء والبلديات الواقعة بالجهة الجنوبية من ولاية الوادي، وبالضبط تبدأ من الحدود الجنوبية لبلدية الوادي إلى غاية بلدية العقلة جنوبا، وبذلك تكون عميش مكونة من بلدية البياضة وبلدية الرباح وبلدية النخلة وبلدية العقلة، وتقع منطقة عميش في الجهة الجنوبية الشرقية لإقليم وادي سوف، يحدها من الشمال بلدية الوادي ومن الشرق بلديتي الطريفاوي ودوار الماء، ومن الغرب بلديتي وادي العلندة وأميه ونسة ومن الجنوب العرق الشرقي الكبير وتتربع على مساحة تقارب 3000 كلم مربع.

## تسمية عميش
اختلفت الروايات حول تسمية عميش لكن الراجح منها: أنها سميت هكذا نسبة إلى رجل من زناته أعمش العينين مات هناك ويعرف هذا الرجل باسم عميش وكان رجلا جوادا لا يفارق بيته الدخان ولا يخلو من الفقراء والمحتاجين، وكانت له مكانة خاصة ومرموقة بين البدو.
وقيل أن رجل من تهامة أسمه عميش خرج من مدينة الوادي واتجه نحو مكان عميش الحالي واستقر به فسميت المنطقة باسمه.

## طبيعة عميش
تقع منطقة عميش في العرق الشرقي ولذلك تغطي سطحها الرمال، وقد ذكر الرحالة العياشي ذلك أثناء مروره بوادي سوف أنه نزل على الرباح فوجدها مغطاة بالرمل، وهي على شكل كثبان رملية تتفاوت في الارتفاع حيث يصل بعضها إلى 130 م وقد تصل 200 م في أقصى جنوب عميش، وتسمى الكثبان العالية عند أهل عميش والوادي عموما (السيوف) أو (الغرود) وهي تسمية متداولة كثيرا عند البدو، وقد وردت في القصيدة الشعبية الشهيرة (غرود عالية والموت فيها جتني).
أما مناخ عميش فهو مناخ صحراوي قد تصل فيه درجة الحرارة صيفا حدود 50 درجة، أما شتاء فهي تتأرجح بين 10 و15 درجة، وقد تصل ليلا إلى درجة الصفر، كما تهب على المنطقة رياح الشهيلي الحارة والظهراوي الباردة والبحري المعروف بلطافته صيفا لقدومه من جهة البحر ناحية الشرق، أما الأمطار فهي شحيحة وعادة ينحصر سقوطها بين شهري نوفمبر ومارس.

## اقتصاد عميش
تعتمد عميش كليا في القديم على الفلاحة التي تعتمد على غراسة النخيل، والرعي في البادية الجنوبية الشرقية، أما اليوم فقد تعددت النشاطات بين تطوير غراسة النخيل بالطرق الحديثة (أي النخيل المسقي) وزراعة البطاطس، والفول السوداني وبعض الخضروات والفواكه، وتربية المواشي بمختلف أصنافها وبطرق عصرية ساهمت في تطوير الإنتاج حيث ضمنت المنطقة الكفاية تقريبا من اللحوم بمختلف أصنافها.
كما شهدت المنطقة حاليا حركة تجارية نشيطة في مختلف القطاعات وتمثلت في تجارة صغيرة تنشط في الأحياء، وتجارة ثقيلة تنشط في مركز مدينة الوادي، أما في ميدان الصناعة فقد ظهرت بعميش مناطق صناعية لصناعات بسيطة تمثلت في إنتاج الدقيق والأعلاف والعطور ومواد التجميل والحلويات والبلاستيك وبعض مواد البناء ونحوها.

## المرجع
الأستاذ: بن علي محمد الصالح، بلدية النخلة بين الماضي والحاضر، (مخطوط)